# Chiesa della Confraternita della Santissima Trinità e Sant'Evasio
La chiesa della Confraternita della Santissima Trinità e Sant'Evasio è una chiesa cattolica in stile barocco piemontese, situata nel rione San Paolo, in via Cavour ad Asti.

## La costruzione
Costruita a fianco del vecchio ospedale di Sant'Evasio, sono distinguibili due fasi della chiesa: la prima databile tra il XVI/XVII secolo sulla primitiva costruzione medievale, con interventi rivolti principalmente all'interno, e la seconda, quella barocca (1755/1760), su progetto di Giovanni Antonio Guggia, principalmente concentrata al rifacimento della facciata.
La facciata venne rimaneggiata ancora una volta nel 1851 dall'architetto Colla.

## L'architettura
L'interno è ad una sola navata, con soffitto a botte e con due cappelle laterali. La volta e le pareti sono state affrescate dai fratelli Giovannini e M. Milocco tra il 1758 /1760.
Il ciclo pittorico comprende:
- Mosè che fa scaturire le acque dalla roccia,
- Il battesimo di Cristo,
- Abramo e i tre angeli,
- Il sacrificio di Isacco,
- La trasfigurazione,
- Il serpente di bronzo.

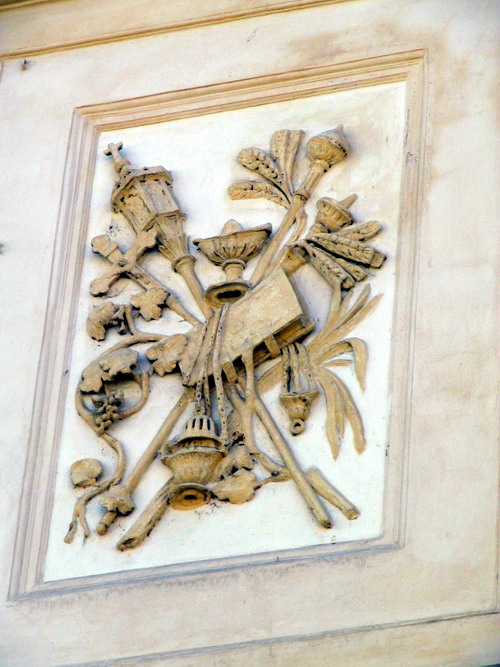
Particolare degli stucchi esterni

L'altare è opera dei fratelli Diamante e Giacomo e Tommaso Pelegatta con botteghe a Casale Monferrato.
Il coro è stato costruito da Giuseppe Giacinto Salario, stesso autore del coro della Cattedrale di Asti, finanziato con la vendita dell'antico coro del 1688, venduto alla Confraternita della Santissima Trinità di Magliano Alfieri, e di due putti venduti ai Cistercensi della Consolata di Asti, ancora oggi presenti sulla facciata di questa chiesa.

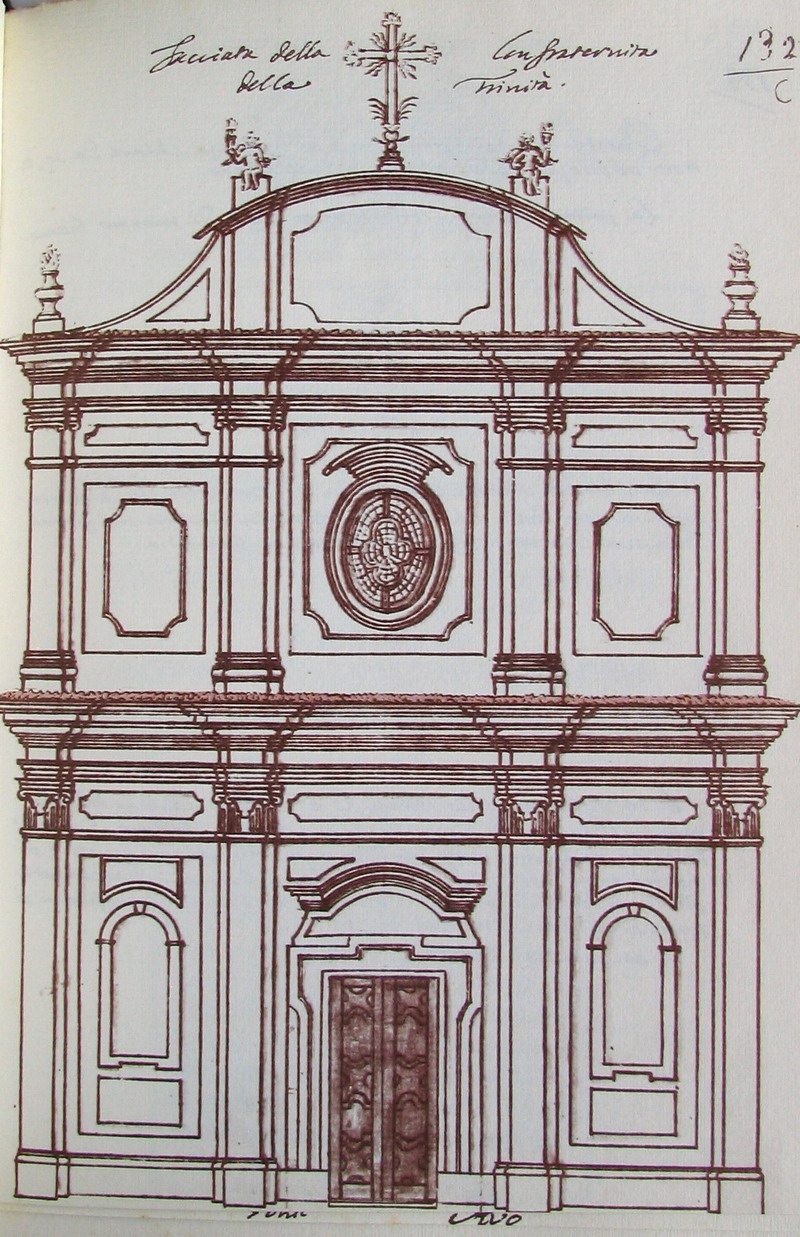
La facciata in un disegno dell'Incisa. Incisione del 1801

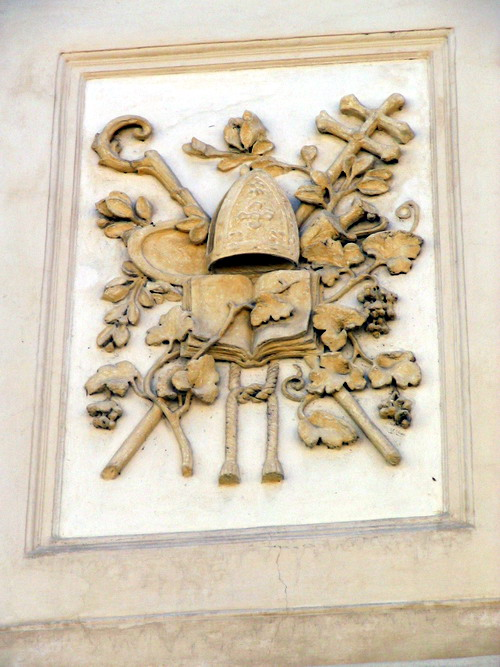
Particolare degli stucchi esterni

All'interno della chiesa della Santissima Trinità, inoltre, sono conservati il gonfalone del 1611 opera di Bartolomeo Pelizza, e la pala d'altare raffigurante la Santissima Trinità, sant'Evasio, san Francesco, san Carlo Borromeo, eseguita probabilmente nel 1669, ma riadattata nella forma (da rettangolare ad ovale) nel 1755.
Sono inoltre presenti la statua processionale del Redentore (1720/1740) attribuita al Bonzanigo, il Cristo ligneo crocifisso del XVI secolo, gli argenti del tesoro della Confraternita.
La facciata è stata più volte rimaneggiata ed "arricchita" nei secoli. Dai disegni dell'incisa del 1801, si può notare che il timpano era curvilineo, con in cima una croce, ancora presente e due putti laterali reggenti delle torce.
Ora il timpano è triangolare con al centro una colomba raggiata, a rappresentare l'iconografia tradizionale della Santissima Trinità. Ai lati della finestra ovale centrale due stucchi raffiguranti segni della dignità clericale, paramenti ed arredi sacri.

## La Confraternita
La chiesa è tuttora la sede della Confraternita detta dei battuti rossi, l'unica ancora attiva ad Asti. Alla Confraternita, nata prima del 1570, era affidato anche l'attiguo ospedale dei Pellegrini di Sant'Evasio ed una piccola chiesetta fuori le mura detta Santa Maria Vergine della neve.
La prima partecipazione documentata della Confraternita al Palio risale al 1648. Ha riportando otto vittorie.
A ricordo di questa antica tradizione, nel periodo del Palio (prima domenica di settembre), viene esposto un quadro ex voto datato 1677, che rappresenta la più antica raffigurazione iconografica della "corsa alla lunga".